# Олимп (отряд)
«Олимп» (укр. «Олімп») — советский разведывательно-диверсионный отряд НКГБ СССР, действовавший с сентября 1942 года по февраль 1945 года на Украине (Ровенская область), Белоруссии, Польше и Чехословакии под командованием Карасёва Виктора Александровича.

## Боевая деятельность
Всем спецгруппам и спецотрядам ОМСБОН присваивались кодовые названия, и они оставались самостоятельными весь период нахождения в тылу врага. Но в зависимости от характера основного задания эти группы то сохраняли свой первоначальный состав, избегая его расширения (преимущественно группы, имевшие особые разведывательные задания), то становились ядром для образования партизанских отрядов. К ним присоединялись военнослужащие РККА, оказавшиеся в окружении или совершившие побег из плена, а также местные жители, недовольные оккупационным режимом. В конечном итоге многие такие отряды превратились в крупные партизанские соединения, контролировавшие обширные районы в глубоком тылу противника.
Боевой опыт подтвердил, что наиболее благоприятные условия для ведения разведывательной, контрразведывательной и диверсионной работы за линией фронта имели те оперативные группы, которые быстро обрастали добровольцами — патриотами либо опирались на местные партизанские силы.
Вот как об этом вспоминал В. В. Гриднев:
ОМСБОН, формируя для заброски во вражеский тыл оперативно — разведывательные и диверсионные отряды и группы, не называл их партизанскими. Мы говорили о них как о группах или отрядах специального назначения, присваивали им обычно кодовые наименования, например, «Олимп», «Борцы», «Славный», «Вперёд»
.
С сентября 1942 года Карасёв командует отрядом специального назначения «Олимп». Его посылают в район г. Овруч, чтобы провести операцию по выявлению и уничтожению особо опасной шпионско-диверсионной группы гестапо в Полесье. Задание было выполнено, за что Карасёва наградили орденом Красного Знамени.
Отряд вырос в крупное партизанское соединение, которому присвоили имя Александра Невского. Осуществляя глубокие рейды по тылам противника, партизаны с боями прошли Белоруссию, Правобережную и Западную Украину. Летом 1944 года, с тяжелыми боями форсировав Западный Буг, вышли на территорию Польши, где развернули активные боевые действия. В ночь на 5 августа 1944 года партизанское соединение под командованием В. А. Карасёва по просьбе Чехословацкого правительства перешло с польской территории в Восточную Словакию и приняло участие в Словацком национальном восстании. Бойцы Карасёва сражались с противником на территории Венгрии.
Партизанское соединение имени Александра Невского прошло по тылам врага свыше одиннадцати тысяч километров. На его счету 130 боевых операций, 56 эшелонов пущенных под откос, 61 уничтоженный паровоз, 429 вагонов и платформ, 7 самолетов, 335 автомашин и танков. Бойцы взорвали и сожгли 27 железнодорожных и шоссейных мостов, 8 предприятий и складов.

## Интересные факты
В советское время бойцам отряда «Олимп» приписывали проведение диверсии в г. Овруче 14 сентября 1943 года :
Я. Каплюк установил взрывное устройство с часовым механизмом и покинул здание кригскомиссариата. В тот же вечер в здании гебитскомиссариата был торжественный прием в честь 10-летия прихода Гитлера к власти. Для офицеров давался любительский спектакль. К полуночи все разошлись по квартирам и казармам. А через два часа небольшой городок потряс взрыв колоссальной силы: сработало взрывное устройство в котельной, и от детонации взорвался также находившийся в здании склад боеприпасов. Под обломками дома остались трупы более 40 немецких офицеров и чинов военной и гражданской администрации, много солдат. В Берлин прибыло шесть гробов с останками высокопоставленных лиц
Но в ходе поездки рабочей группы историков в Овруч 18 ноября 2009 года было установлено, что никакой диверсии не было проведено.
Кроме того известно, что бойцы отряда «Олимп» пребывая в тылу немецких войск, занимались бытовым разложением. Например, осенью 1943 года командир партизанского отряда им. Сталина Чернигово-Волынского партизанского соединения Г. Балицкий постоянно описывал совместные попойки, устраиваемые им и командирами действующих рядом отрядов НКГБ СССР — Виктором Карасёвым («Олимп»), Николаем Прокопюком («Охотники»), Дмитрием Медведевым («Победители»).
Иногда оперативные совещания плавно перетекали в попойки :
3 ноября 1943 года был в гостях у тов. Карасёва Виктора Александровича, со мной ездил и тов. Прокопюк. В часа два приехал тов. Медведев и его заместитель по контрразведке тов. Лукин. Погуляли неплохо, договорились о совместной борьбе [с] немецкими извергами»
.